# Fredrick Obateru Akinruntan
Fredrick Obateru Akinruntan (sinh năm 1950) là một vị vua Nigeria, người trị vì truyền thống của Vương quốc Ugbo, một thị trấn thuộc chính quyền địa phương Ilaje, bang Ondo, tây nam Nigeria. Ông là một ông trùm dầu mỏ và người sáng lập Obat Oil, một trong những công ty dầu mỏ tư nhân lớn nhất và hàng đầu của Nigeria.
Vào tháng 3 năm 2014, Forbes ước tính giá trị tài sản của ông là 300 triệu đô la Mỹ. Obateru được tạp chí Forbes xếp hạng là vị vua giàu thứ hai ở châu Phi và là người giàu nhất ở Nigeria. Ông đã vượt qua Vua Olubuse II, Ooni xứ Ife, với 225 triệu đô la và Vua Swaziland Mswati III với hơn 200 triệu đô la để trở thành vị vua giàu thứ hai châu Phi vào năm 2014 sau Mohammed VI của Maroc. ông có một chiếc Rolls Royce 2012 được chế tạo riêng tương tự như của Nữ hoàng Elizabeth II. Vào ngày 14 tháng 1 năm 2014, trong một cuộc phỏng vấn với Daily Post, ông nói: "Tôi có một chiếc đồng hồ trị giá 1 triệu đô la, tôi sử dụng cùng loại xe với Nữ hoàng Anh".
Obateru là người da đen đầu tiên mua mẫu ô tô Bentley 2014. Vào tháng 7 năm 2013, trong một cuộc phỏng vấn với The Sun, Obateru nói: "Lần đầu tiên tôi thấy một chiếc xe hơi là năm 1961 ở Sapele. Vào thời điểm đó, Sir Festus Okotie-Eboh có một khách sạn ở Sapele, Waterside Hotel. Đó là lần đầu tiên tôi thấy một khách sạn trong đời. Chúng tôi thường mô tả các khách sạn như quán bar. Đó là lần đầu tiên tôi biết sự khác biệt giữa khách sạn và quán bar."

## Lý lịch
Obateru sinh năm 1950 trong gia đình hoàng gia Sir Frederick Adetolugbo tại Ugbo, một khu vực ven sông ở Ilaje. Ông là con thứ tư trong một gia đình tám người nhưng mồ côi cha năm 1964 khi ông 14 tuổi.
Năm 1982, có một lời tiên tri rằng Obateru sẽ trở thành Olugbo của Vương quốc Ugbo, một lời tiên tri mà ông không bao giờ thực hiện nghiêm túc. Ngay sau lời tiên tri này, ông nhận được một danh hiệu lãnh đạo khi Olugbo tiếp theo được trao cho em trai ông. Điều này dẫn đến một vụ kiện chống lại Olugbo khi đó bởi một gia đình hoàng gia khác trong cùng dòng dõi, người đã yêu cầu ông phải bị truất ngôi với tuyên bố rằng gia đình ông đã chiếm ngôi vua trong hơn 200 năm. Vua sau đó đã thua kiện và Obateru được bổ nhiệm làm Vua năm 2009, phù hợp với văn hóa và truyền thống của Vương quốc Ugbo.

## Obat Oil
Obateru thành lập Obat Oil vào năm 1981. Ngày nay, công ty có hơn 50 trạm xăng trên khắp sáu khu vực địa chính trị của Nigeria và công ty sở hữu một trong những kho chứa dầu lớn nhất ở châu Phi, một cơ sở lưu trữ hiện đại có thể lưu trữ 65 triệu lít sản phẩm dầu mỏ. Obateru bổ nhiệm con trai thứ hai của mình, Hoàng tử Akinfemiwa Akinrutan, làm giám đốc điều hành của công ty. Vào tháng 5 năm 2013, Tòa án Tối cao Liên bang ngồi ở Abuja đã ra lệnh bắt giữ ngay lập tức với cáo buộc không tuân theo lệnh của tòa án, sau một vụ kiện được đệ trình và tranh luận trước tòa bởi Luật sư Iyke Ukadike.